# Queens (zespół muzyczny)
Queens – polski girlsband wykonujący muzykę z pogranicza popu i dance, powstały w 2005 w wyniku ogólnopolskich przesłuchań organizowanych przez Polską Agencję Muzyczną. W pierwszym składzie śpiewała Monika Niedek oraz Patrycja Wódz i Agnieszka Maksyjan, których miejsce w zespole pod koniec sierpnia 2006 zajęły Sylwia Parys i Julia Trębacz.
Od 2008 brak jest doniesień o działalności zespołu.

## Historia
W lutym 2005 Polska Agencja Muzyczna postanowiła stworzyć grupę wokalno-taneczną. W tym celu rozpoczęła zamknięte przesłuchania, na które zaprosiła wokalistki znane z telewizyjnych konkursów talentów, w tym np. Idol czy Droga do gwiazd. W wyniku wieloetapowych przesłuchań wybrano trzy wokalistki, którymi zostały: Patrycja Wódz, Agnieszka Maksyjan (zauważone przez Monikę Batogoską w programie Idol) i Monika Niedek (wypatrzona w jednym z programów TVN Style, w którym występowała jako sobowtór Jennifer Lopez).
Wokalistki nowo powstałego girlsbandu poznały się w maju podczas nagrywania pierwszych wspólnych piosenek. Pierwszymi nagraniami grupy były interpretacje utworów, takich jak m.in. „Everybody Loves the Sunshine” z repertuaru Fantastique, „I Was Made for Dancing” Leifa Garretta oraz „Magic Carillon” Rose. Podczas pracy w studiu Polska Akademia Muzyczna nazwała roboczo projekt Queens i tak już pozostało (rozważano również nazwy Stars, Angels i PAM). W trakcie realizacji piosenek grupa współpracowała m.in. z Jackiem Cyganem i Robertem Jansonem. Od początku powstania ostatecznego składu wokalistki codziennie odbywały lekcje wokalne.
16 czerwca 2005 premierę miał ich debiutancki singel z piosenką „Everybody Loves the Sunshine”, do którego powstał oficjalny teledysk w reżyserii Mariusza Paleja, zrealizowany na plaży w Nieporęcie przy współpracy z choreografem Agustinem Egurrolą. W mediach potwierdzono, że premiera debiutanckiego albumu zaplanowana jest na jesień 2005. W październiku wokalistki wystąpiły jako goście w programie Kuba Wojewódzki. W tym samym czasie zapowiedziały swój drugi singel, na który wybrano „Od A Do Zet”, piosenkę z tekstem Cygana i muzyką Romualda Lipko. Wyreżyserowany przez Miguela Nietę teledysk do utworu powstał w domu ministra finansów Grzegorza Kołodki w Nowej Iwicznej pod Warszawą, gościnnie pojawił się w nim aktor Jakub Wesołowski. W grudniu wokalistki wydały świąteczny singel z własną wersją przeboju Czerwonych Gitar „Mija Rok”. W ramach promocji utworu wybrały się do jednego z domów dziecka i rozdały im prezenty.
Pod koniec 2005 zgłosiły dwie kompozycje („Od A Do Zet” i „I Fell In Love”) do Piosenka dla Europy 2006, koncertu finałowego krajowych eliminacji do 51. Konkursu Piosenki Eurowizji. Z piosenką „I Fell In Love”, wyprodukowaną przez Marcina Nierubca, zakwalifikowały się do finału selekcji. W styczniu 2006 promowały swój eurowizyjny singel oraz zapowiedziały premierę debiutanckiego albumu na luty tegoż roku. W finale krajowych eliminacji eurowizyjnych zajęły szóste miejsce, w tym uplasowały się na drugim miejscu w wyniku głosowania publiczności. 3 lutego 2006 wydały album, zatytułowany Made for Dancing, który z powodu niskiej sprzedaży nie trafił na listę sprzedaży OLiS. Po wydaniu płyty wokalistki rozpoczęły intensywne koncertowanie. W kwietniu pojawiły się na okładce magazynu „CKM” oraz zapowiedziały wydanie singla „Polska Gra”, będącego ich propozycją do konkursu Hit na mundial. W maju zajęły drugie miejsce w finale konkursu. W lipcu nagrały singiel „No Goodbyes”, którego producentem został Jany Schella, znany ze współpracy m.in. z Kelly Rowland i Samanthą Mumbą.
W sierpniu 2006 oficjalnie ogłoszono zmiany osobowe w Queens: Patrycja Wódz odeszła z girlsbandu z powodów zdrowotnych, a Agnieszka Maksyjan – z przyczyn osobistych. W późniejszym czasie w mediach podano, że prawdziwym powodem roszad były kłótnie wokalistek z menedżerem o pieniądze. 29 sierpnia 2006 ujawniono nowy skład Queens, a do Moniki Niedek doszły Sylwia Parys i Julia Trębacz. 1 września 2006 wokalistki zagrały pierwszy koncert w odświeżonym składzie, a także wydały nową wersję „Każdego dnia”, wcześniej nagranego przez pierwszy skład Queens. Do końca roku koncertowały i nagrywały materiał na kolejny album. W grudniu z piosenką „We’re the Queens” bez powodzenia zgłosiły się do konkursu Piosenka dla Europy 2007. W lutym 2007 wydały teledysk do singla „We’re the Queens”. W kwietniu wydano reedycję singla z nowymi remiksami autorstwa East Clubbers, w tym czasie ukazał się również teledysk do jednego z remiksów. Do końca roku grały koncerty po Polsce.
W kwietniu 2007 zapowiedziały wydanie singla „Porywam cię” wraz z teledyskiem. Gościnnie w piosence wystąpił saksofonista, Robert Chojnacki. W październiku 2007 zaprezentowały teledysk do singla „Ocalić świat” oraz zapowiedziały wydanie nowego albumu na grudzień 2007. 27 października pojawiły się jako goście muzyczni w jednym z odcinków programu Big Brother, w którym wręczyły prezent dla uczestnika reality show, Adriana Nadolskiego, który był choreografem na planie teledysku „Polska gra”. 7 grudnia wydały album, zatytułowany Radio Active. W tym czasie ponownie wystąpiły w programie Kuby Wojewódzkiego, tym razem w celu promocji singla „Całym ciałem”. W styczniu ogłoszono je jednymi z uczestniczek koncertu Piosenka dla Europy 2008, krajowych eliminacji do 53. Konkursu Piosenki Eurowizji. Z piosenką „I Say My Body”, będącą anglojęzyczną wersją „Całym ciałem”, zajęły ostatnie miejsce z zerowym dorobkiem punktowym.

## Dyskografia

### Albumy
| Rok  | Tytuł                                                                                   | Pozycja na liście |
| Rok  | Tytuł                                                                                   | POL               |
| ---- | --------------------------------------------------------------------------------------- | ----------------- |
| 2006 | Made for Dancing - Data: 3 lutego 2006 - Wydawca: Magic Records/Polska Agencja Muzyczna | 61                |
| 2007 | Radio Active - Data: 7 grudnia 2007 - Wydawca: Polska Agencja Muzyczna                  | 79                |

Notatki
1. 1 2  Zestawienie miesięczne ZPAV Top 100. Lista bestsellerów przygotowywana
na podstawie danych pochodzących z firm fonograficznych, opracowana przez ZPAV

### Single
| 2005                           | "Everybody Loves the Sunshine"         | —  | 9 | Made for Dancing |
| 2005                           | "Od A do Zet"                          | —  | — | Made for Dancing |
| 2005                           | "Mija rok"                             | —  | — | Made for Dancing |
| 2006                           | "I Fell in Love"                       | —  | — | Made for Dancing |
| 2006                           | "Polska gra"                           | —  | — | —                |
| 2007                           | "We're the Queens"                     | —  | — | Radio Active     |
| 2007                           | "We're the Queens" (East Clubbers Mix) | —  | — | Radio Active     |
| 2007                           | "Porywam Cię"                          | 12 | — | Radio Active     |
| 2007                           | "Ocalić świat"                         | —  | — | Radio Active     |
| 2008                           | "I Say My Body"                        | —  | — | —                |
| "—" pozycja nie była notowana. |                                        |    |   |                  |

## Teledyski
| Rok  | Tytuł                                  | Reżyseria/Realizacja | Album            |
| ---- | -------------------------------------- | -------------------- | ---------------- |
| 2005 | "Everybody Loves the Sunshine"         | Mariusz Palej        | Made for Dancing |
| 2005 | "Od A do Zet"                          | Miguel Nieto         | Made for Dancing |
| 2006 | "I Fell in Love"                       | —                    | Made for Dancing |
| 2006 | "Polska gra"                           | —                    | —                |
| 2006 | "No Goodbyes"                          | —                    | —                |
| 2006 | "Każdego dnia"                         | Paweł Bogocz         | Radio Active     |
| 2007 | "We're the Queens"                     | —                    | Radio Active     |
| 2007 | "We're the Queens" (East Clubbers Mix) | —                    | Radio Active     |
| 2007 | "Porywam Cię"                          | —                    | Radio Active     |
| 2007 | "Ocalić świat"                         | Mirosław Kuba Brożek | Radio Active     |
| 2008 | "I Say My Body"                        | —                    | —                |
| 2008 | "Lecz kiedyś znów"                     | —                    | Radio Active     |